# Amphoe Wang Hin
Amphoe Wang Hin (in Thai อำเภอ วังหิน) ist ein Landkreis (Amphoe – Verwaltungs-Distrikt) in der Provinz Si Sa Ket. Die Provinz Si Sa Ket liegt in der Nordostregion von Thailand, dem so genannten Isan. 

## Geographie
Amphoe Wang Hin grenzt an die folgenden Distrikte (von Norden im Uhrzeigersinn): an die Amphoe Mueang Si Sa Ket, Phayu, Phrai Bueng, Khukhan, Prang Ku und Uthumphon Phisai. Alle Amphoe liegen in der Provinz Si Sa Ket.

## Geschichte
Wang Hin wurde am 9. März 1987 zunächst als „Zweigkreis“ (King Amphoe) eingerichtet, indem die fünf Tambon Bu Sung, That, Duan Yai, Bo Kaeo und Si Samran vom Amphoe Mueang Si Sa Ket abgetrennt wurden. 
Am 20. Oktober 1993 wurde er zum Amphoe heraufgestuft.

## Verkehr
Die größte Schnellstraße im Landkreis ist die Nationalstraße 220, die die Kreishauptstadt mit dem Zentrum der Provinz, Si Sa Ket verbindet.

## Sehenswürdigkeiten
- Prang Kua – die Ruine eines Khmer-Tempels, das Symbol der Provinz, liegt an der Nationalstraße 220.

## Verwaltung

### Provinzverwaltung
Der Landkreis Wang Hin ist in acht Tambon („Unterbezirke“ oder „Gemeinden“) eingeteilt, die sich weiter in 126 Muban („Dörfer“) unterteilen.
| Nr. | Name         | Thai    | Muban | Einw.  |
| --- | ------------ | ------- | ----- | ------ |
| 1.  | Bu Sung      | บุสูง     | 22    | 10.120 |
| 2.  | That         | ธาตุ     | 16    | 07.086 |
| 3.  | Duan Yai     | ดวนใหญ่  | 18    | 07.199 |
| 4.  | Bo Kaeo      | บ่อแก้ว   | 19    | 05.802 |
| 5.  | Si Samran    | ศรีสำราญ | 13    | 04.382 |
| 6.  | Thung Sawang | ทุ่งสว่าง  | 0-    | 04.620 |
| 7.  | Wang Hin     | วังหิน    | 11    | 04.538 |
| 8.  | Phon Yang    | โพนยาง  | 12    | 05.409 |

Hinweis: Die Daten der Muban liegen zum Teil noch nicht vor.

### Lokalverwaltung
Es gibt zwei Kommunen mit „Kleinstadt“-Status (Thesaban Tambon) im Landkreis:
- Wang Hin (Thai: เทศบาลตำบลวังหิน), bestehend aus dem gesamten Tambon Wang Hin.
- Bu Sung (Thai: เทศบาลตำบลบุสูง), bestehend aus dem gesamten Tambon Bu Sung.

Außerdem gibt es sechs „Tambon-Verwaltungsorganisationen“ (องค์การบริหารส่วนตำบล – Tambon Administrative Organizations, TAO):
- That (Thai: องค์การบริหารส่วนตำบลธาตุ)
- Duan Yai (Thai: องค์การบริหารส่วนตำบลดวนใหญ่)
- Bo Kaeo (Thai: องค์การบริหารส่วนตำบลบ่อแก้ว)
- Si Samran (Thai: องค์การบริหารส่วนตำบลศรีสำราญ)
- Thung Sawang (Thai: องค์การบริหารส่วนตำบลทุ่งสว่าง)
- Phon Yang (Thai: องค์การบริหารส่วนตำบลโพนยาง)